# L'Orient és roig (pel·lícula)
L'Orient és roig és la versió cinematogràfica, en color, del musical homònim. Es va realitzar el 1965 i va ser dirigida per Wang Ping. Té una durada de 117 minuts i lletres en mandarí. L'argument de la pel·lícula destaca fets rellevants com la fundació del Partit Comunista de la Xina el 1921, l'Expedició al Nord, la Massacre de Xangai a càrrec del Kuomintang del 1927. l'Aixecament de Nanchang, la Llarga Marxa, la guerra de resistència contra el Japó i la fundació de la República Popular de la Xina amb l'inici de la Nova Xina.